# جيمي جونسون (موسيقي)
جيمي جونسون (بالإنجليزية: Jimmy Johnson)‏ هو موسيقي أمريكي، ولد في 1956.

## وصلات خارجية
- جيمي جونسون على موقع ميوزك برينز (الإنجليزية)
- جيمي جونسون على موقع أول ميوزيك (الإنجليزية)
- جيمي جونسون على موقع ديسكوغز (الإنجليزية)